# Adrian Bejan
Pour l’article homonyme, voir Marius Bejan.
Adrian Bejan, né le 24 septembre 1948 à Galați et Ph.D. en 1975 au Massachusetts Institute of Technology, est un professeur américain de thermodynamique et mécanique d'origine roumaine. Il est l'inventeur de la théorie constructale de l'optimisation globale sous des contraintes locales. Il fait également figure de référence mondiale sur les problématiques de convection thermique.
Il enseigne actuellement à l'Université Duke à Durham (Caroline du Nord).